# El árbol que se pertenece a sí mismo

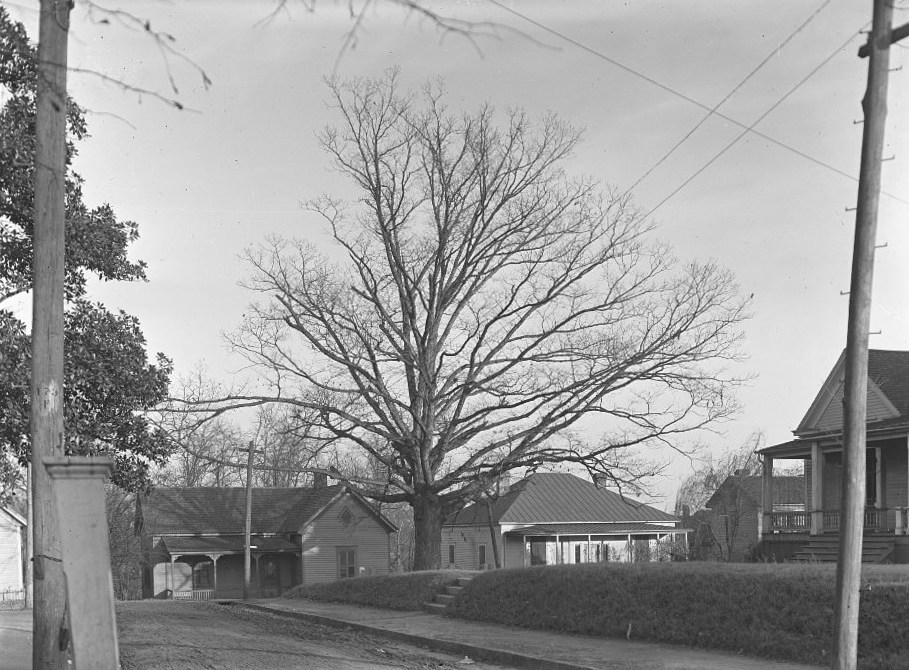
El árbol original en 1910.

El Árbol que se pertenece a sí mismo es un roble blanco que tiene propiedad legal de sí mismo y de la tierra dentro de su base de 2,4 metros. El árbol, también llamado el Roble Jackson, está ubicado en la esquina entre South Finley y Dearing Street en Athens, Georgia, Estados Unidos. El árbol original murió en 1942, pero un árbol nuevo creció de una de sus bellotas y fue plantado en el mismo lugar. El árbol actual es referido usualmente como el Hijo del árbol que se pertenece a sí mismo. Ambos árboles han aparecido en publicaciones nacionales y el lugar en donde se encuentran es un sitio conocido.

## Leyenda
La historia más antigua sobre el árbol viene de un artículo de primera plana titulado "Hecho a sí mismo" publicado en el Athens Weekly Banner el 12 de agosto de 1890. El artículo explica que el árbol había sido ubicado en la propiedad del Coronel William Henry Jackson. William Jackson era el hijo del político James Jackson (quien fue soldado en la Revolución Americana, senador y gobernador del estado de Georgia). Él era el hermano de Jabez Young Jackson, quien también fue miembro del Congreso. Asimismo, William Jackson fue profesor de la Universidad de Georgia, y era llamado ocasionalmente "Doctor". La naturaleza de su servicio militar y el origen del título de "Coronel" son desconocidos. Supuestamente, Jackson tenía memorias placenteras del árbol y deseaba protegerlo, así que le proporcionó la propiedad de sí mismo y la tierra a sus alrededores. Esta transacción se llevó a cabo entre 1820 y 1832. De acuerdo al artículo del periódico, el documento decía: 

Yo, W. H. Jackson, de Clarke, en una parte, y el árbol de roble ... de Clarke, de la otra parte: atestiguan, que el mencionado W. H. Jackson por la consideración, el gran cariño que le tiene al árbol mencionado, y el gran deseo de verlo protegido, por estos presentes le concede al mencionado roble la entera posesión de sí mismo y de la tierra que se encuentra a ocho pies de sí.

No está claro si la historia del Árbol que se pertenece a sí mismo comenzó con el artículo del periódico Weekly Banner o si había sido un elemento del folklore local anterior. El autor del artículo escribe que, en 1890, había pocas personas vivas que conocían la historia anterior a ese año.
La historia del Árbol que se pertenece a sí mismo es ampliamente conocida, y casi siempre es presentada como un hecho. Sin embargo, sólo una persona — el autor anónimo de "Hecho a sí mismo"— ha dicho haber visto el documento de Jackson al roble. La mayoría de los escritores reconocen que el documento se perdió o ya no existe, si alguna vez existió. Incluso si existiera, el documento no tendría validez legal. Bajo la ley, la persona que recibe la propiedad en cuestión debe tener la capacidad legal de recibirla, y la propiedad debe ser entregada y aceptada por el receptor.
William H. Jackson poseía la propiedad del lado opuesto del árbol de Dearing Street. Ese terreno incluye, hoy en día, el número 226 de Dearing Street, pero a principios del siglo XIX estaba designado simplemente como Lote #14. Sin embargo, el árbol está ubicado en una porción de lo que había sido el Lote #15. Jackson y su esposa Mildred, junto con J. A. Cobb, vendieron su propiedad al Dr. Malthus Ward en 1832, el mismo año citado en el documento. Los índices de bienes raíces del Condado de Clarke no contienen indicaciones de cuándo ni a quién le compró la propiedad Jackson, aunque una gran parte del terreno en esa área, supuestamente, perteneció al Mayor James Meriwether. Aunque Jackson quizá haya vivido cerca del árbol en su adultez, vivió en el Condado de Jefferson durante su niñez, no en Athens, haciendo poco probable que haya pasado sus primeros veranos jugando debajo de las ramas del árbol.
Documentos recientes sugieren que el terreno donde se encuentra el árbol permanece como parte de la propiedad del número 125 de Dearing Street. Sin embargo, el mapa del terreno actual no incluye la esquina peculiar del árbol.
Esto no confirma que el árbol se pertenece a sí mismo, pero sugiere que es posible considerar que se encuentra en la servidumbre de tránsito de Finley Street. El Condado de Clarke confirma que el árbol se encuentra en el lado derecho, por lo que es aceptado por las autoridades municipales; de acuerdo a los oficiales del condado, el gobierno local y los dueños de las propiedades adyacentes en conjunto se encargan de proteger el árbol. En cuanto al documento de Jackson, un escritor declaró a principios del siglo XX: "No importa cuán confuso sea el título frente a la ley, el público lo reconoce". Con ese espíritu, el Condado y su gobierno reconocen que, a pesar de lo que diga la ley, el árbol se pertenece a sí mismo.

## Historia
Se estima que el árbol original comenzó su vida en algún punto entre el siglo XVI y el XVIII. El árbol fue considerado por algunos como el árbol más grande en Athens y el más famoso en los Estados Unidos.

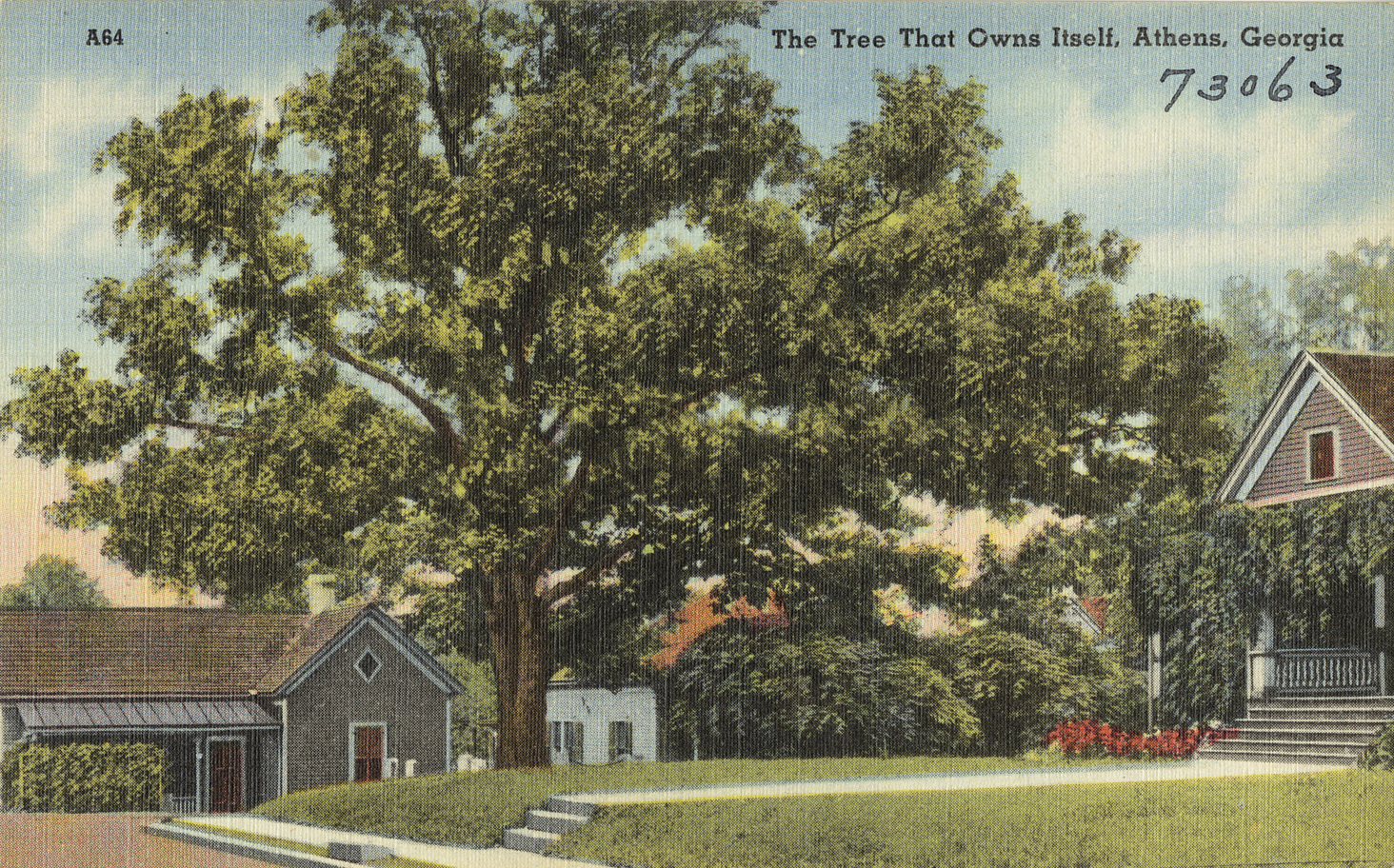
Postal conmemorativa del árbol de los años 1930 o 1940.

Para 1906, la erosión se había vuelto aparente en la base del árbol. George Foster Peabody pagó para que el árbol tuviera nueva tierra, una tabla conmemorativa y una cadena instalada alrededor del mismo. A pesar de estos esfuerzos, se reportó que el árbol sufrió un gran daño durante una tormenta de nieve en 1907. Aunque se llevaron a cabo intentos de preservación, la raíz se había vencido, y el árbol se debilitó permanentemente. 
El roble original cayó en la tarde del 9 de octubre de 1942. Su condición pobre había sido conocida desde muchos años antes, y a días de su colapso, se estaba llevando a cabo un movimiento para reemplazar el árbol caído con un "hijo" crecido de una de sus bellotas. Una fuente sugiere que el árbol había muerto varios años antes a su colapso, víctima de una rotura de raíz. El roble medía 30 metros de altura y se estima que tenía entre 150 y 400 años de edad cuando cayó. Se ha reportado en muchos lugares que el árbol cayó el primero de diciembre de 1942, sucumbiendo no ante un problema con su raíz, sino a una tormenta violenta que azotó el norte de Georgie esa tarde. Sin embargo, esa tormenta no está documentada por fuentes de periódicos. No se sabe por qué la edad del árbol no fue calculada contando los anillos de su tronco.

## Hijo del árbol que se pertenece a sí mismo

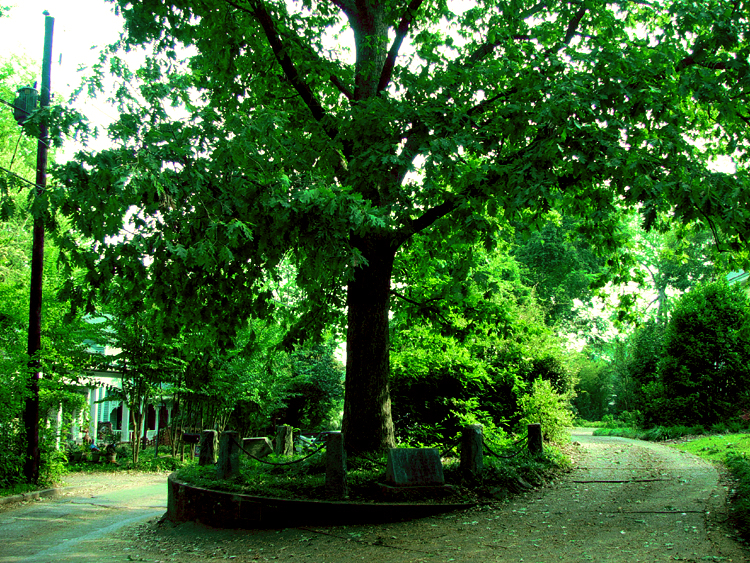
Hijo del árbol que se pertenece a sí mismo en 2005

Después de la muerte del árbol original, su pequeño terreno estuvo vacante por cuatro años. Dan Magill, un habitante del Condado, sugirió que el club de su madre encontrara un reemplazo para el árbol. Varios athenianos habían cultivado bellotas del árbol original. El pequeño árbol de 1.5 metros de altura perteneciente a Jack Watson fue elegido como el ideal para llevar a cabo la transplantación. La operación fue dirigida por Roy Bowden del Colegio de Agricultura de la Universidad de Georgia, asistido por estudiantes del Departamento de Horticultura.
El nuevo árbol fue dedicado oficialmente en una ceremonia formal el 4 de diciembre de 1946. Muchas personas importantes del Condado asistieron a la misma. El árbol sucesor es usualmente llamado el "Hijo del árbol que se pertenece a sí mismo." Actualmente, el árbol mide 15 metros de alto.
El 4 de diciembre de 1996, el Club de Jardín del Condado creó una celebración para marcar el aniversario cincuenta de la plantación del nuevo árbol. Dan Magill, quien inspiró de joven el esfuerzo de replantación, sirvió como maestro de ceremonias.
El árbol se localiza cerca de una colina, en la intersección sur de Dearing Street y Finley Street, en un barrio residencial cerca del centro de Athens y del Campus Norte de la Universidad de Georgia. La parte de Finley Street que lleva colina arriba es la única calle remanente de Athens que está hecha de adoquín. El lote del árbol está separado de la propiedad adyacente por una entrada privada. Aunque el roble se encuentra entre muchas casas, el árbol está "abierto" al público y, regularmente, atrae turistas. 
Aunque la historia del Árbol que se pertenece a sí mismo es más leyenda que historia, se ha convertido (junto con la Universidad de Georgia) en uno de los símbolos más reconocidos de Athens. Es incluido frecuentemente en folletos de información para turistas, e incluso ha ganado reconocimiento internacional a través de publicaciones como Ripley, ¡aunque usted no lo crea!, donde ha aparecido en varias ocasiones.

## Placas conmemorativas

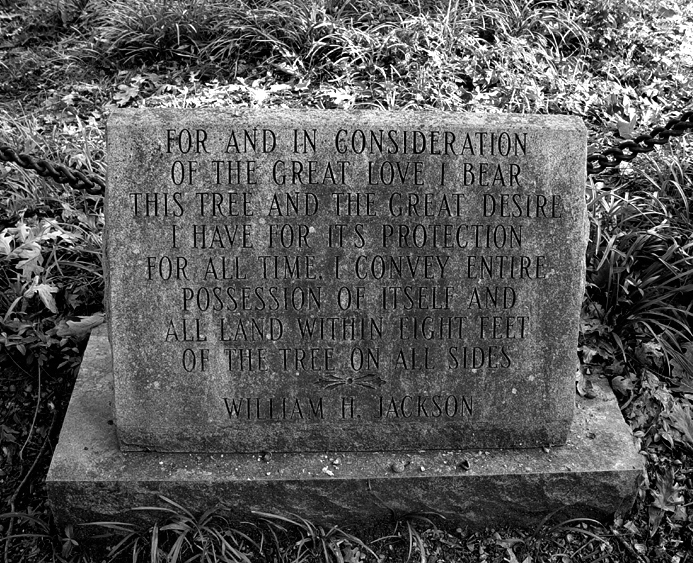
Placa nueva

El sitio del árbol tiene dos placas de piedra. La primera ha sufrido la pérdida de una esquina, mientras que la segunda parece ser nueva. Ambas placas parafrasean la misma parte que Jackson dedicó en el documento, con pequeñas variaciones que pretenden transformar el lenguaje a una declaración de afecto en primera persona:
EN CONSIDERACIÓN
DEL GRAN AMOR QUE LE TENGO
A ESTE ÁRBOL Y EL GRAN DESEO
QUE TENGO POR SU PROTECCIÓN
POR SIEMPRE, YO OTORGO ENTERA
PERTENENCIA A SÍ MISMO Y A
TODA LA TIERRA A 8 PIES
DEL ÁRBOL EN TODOS SUS LADOS.
WILLIAM H. JACKSON
Una placa más pequeña se encuentra anexa a la esquina inferior izquierda de las dos placas grandes. Dice: 
El
descendiente del
Árbol
que se pertenece a sí mismo
plantado por
el Club de Jardineros.
1946
Adicionalmente a las placas de piedra hay otra placa más grande que rodea el árbol. Ésta dice:
EL ÁRBOL QUE SE PERTENECE A SÍ MISMO
Quercus alba
Perteneciente a sí mismo por el Coronel William H. Jackson
1832
Este descendiente del árbol original fue plantado por
el Club de Jardineros en 1946.
Registro Nacional de Lugares Históricos 1975
Monumento Histórico de Athens 1988